# Burn After Reading
Burn After Reading (conocida en español como Quemar después de leer o Quémese después de leerse) es una película cómica de humor negro y espionaje estadounidense del año 2008 escrita, dirigida, producida y montada por los hermanos Coen. La trama sigue a un analista de la CIA recientemente desempleado, Osbourne Cox (John Malkovich), cuyas memorias extraviadas son encontradas por un par de tontos empleados de un gimnasio (Frances McDormand y Brad Pitt). Cuando confunden las memorias con documentos gubernamentales clasificados, sufren una serie de desventuras en un intento de sacar provecho de su hallazgo. La película también está protagonizada por George Clooney como un mujeriego alguacil estadounidense; Tilda Swinton como Katie Cox, la esposa de Osbourne Cox; Richard Jenkins como gerente del gimnasio; y J. K. Simmons como un supervisor de la CIA.
La película se estrenó el 27 de agosto de 2008 en el Festival de Cine de Venecia y en los cines de Estados Unidos el 12 de septiembre de 2008. Tuvo un buen desempeño en la taquilla, recaudando más de 163 millones de dólares, con un presupuesto de 37 millones. La respuesta de la crítica fue en su mayoría positiva y la película recibió nominaciones tanto en los Premios Globo de Oro como en los Premios BAFTA.

## Argumento
Enfrentado a una degradación debido a un problema con la bebida, Osbourne Cox renuncia enojado a su trabajo como analista de la CIA y decide escribir sus memorias. Cuando su esposa, la pediatra Katie, se entera, lo ve como una oportunidad para solicitar el divorcio y continuar una aventura con Harry Pfarrer, un alguacil de los EE. UU. casado y con tendencias paranoicas. Siguiendo las instrucciones de su abogado, Katie entrega una copia de los registros financieros digitales de su esposo y otros archivos, que sin saberlo incluyen el borrador de las memorias de Ozzie. La asistente del abogado copia los archivos en un CD, que accidentalmente deja en el piso del vestuario de Hardbodies, un gimnasio local. El disco cae en manos del entrenador personal Chad Feldheimer y su compañera de trabajo Linda Litzke, quienes creen erróneamente que contiene información confidencial del gobierno.
Chad y Linda idean un plan para devolverle el disco a Osbourne a cambio de una recompensa; Linda está ansiosa por recaudar dinero para una cirugía estética. Sin embargo, sus esfuerzos solo lo enfurecen. Chad y Linda intentan vender el disco a la embajada rusa y se reúnen con un funcionario que en realidad es un espía de la CIA. El comportamiento errático de Osbourne lleva a Katie a cambiar las cerraduras de su casa e invitar a Harry a mudarse. Harry es un mujeriego y habitualmente sale con mujeres que conoce en línea; comienza a salir con Linda después de conocerla en un sitio de citas.
Habiendo prometido a los rusos más archivos, Linda convence a Chad de colarse en la casa de Osbourne para robar archivos de su computadora. Chad es descubierto por Harry, quien lo mata de un disparo. Harry busca pistas en el cuerpo, pero encuentra una billetera vacía y etiquetas de trajes faltantes; supone que Chad estaba trabajando para la CIA. En la sede de la CIA, el ex superior de Osbourne y un director se enteran de que se ha entregado información de Osbourne a la embajada rusa. Están perplejos porque la información no tiene importancia y se desconoce el motivo de los perpetradores. El director ordena que se encubra la muerte de Chad.
Harry se da cuenta de que lo sigue un abogado de divorcios contratado por su esposa. Deprimido, Harry se encuentra con Linda, quien está angustiada por la desaparición de Chad. Harry acepta ayudar a encontrarlo, sin saber que Chad es el hombre que mató. Linda regresa a la embajada, creyendo que los rusos han secuestrado a Chad, pero lo niegan. Después de que le informan que el contenido del CD que les ha dado no tiene valor, convence al gerente de Hardbodies, Ted (que tiene sentimientos no correspondidos por Linda), para que la ayude escabulléndose en la casa de Osbourne para reunir más archivos.
Harry y Linda se encuentran en un parque, donde Linda revela la dirección a la que fue Chad antes de desaparecer. Harry se da cuenta de que Chad es el hombre al que disparó y huye, convencido de que Linda es una espía. Cuando Osbourne irrumpe en la casa de Katie para recuperar pertenencias personales, encuentra a Ted en el sótano; Osbourne le dispara, lo persigue por la calle y lo mata con un hacha.
En la sede de la CIA, el ex superior de Osbourne informa al director de los hechos. Un oficial de vigilancia de la CIA que vio el ataque de Osbourne le disparó, dejándolo en coma. Harry ha sido detenido mientras intentaba huir a Venezuela, un país sin tratado de extradición con los EE. UU.; el director ordena dejar que Harry continúe a Venezuela en lugar de lidiar con las consecuencias de detenerlo. Linda ha sido capturada pero ha accedido a guardar silencio si pagan sus cirugías plásticas. El director, desconcertado, aprueba el pago y cierra el expediente.

## Reparto
- George Clooney como Harry Pfarrer
- Frances McDormand como Linda Litzke
- John Malkovich como Osborne Cox
- Tilda Swinton como Katie Cox
- Brad Pitt como Chad Feldheimer
- Richard Jenkins como Ted Treffon
- David Rasche como Palmer Smith
- J. K. Simmons como el superior de la CIA
- Elizabeth Marvel como Sandra «Sandy» Pfarrer
- David Rasche como el oficial de la CIA
- Olek Krupa como Krapotkin
- Jeffrey DeMunn como el cirujano
- Kevin Sussman como empleado de Tuchman Marsh
- Dermot Mulroney como el protagonista de Coming Up Daisy

## Producción

### Idea y escritura
Working Title Films produjo la película y fue distribuida en todo el mundo por Focus Features. Burn After Reading fue la primera película de los hermanos Coen que no contó con Roger Deakins como cinematógrafo, desde Miller's Crossing. El nominado al Oscar, Emmanuel Lubezki, ocupó el lugar de Deakins, que ya se había comprometido a rodar Revolutionary Road de Sam Mendes. Mary Zophres se encargó del diseño de vestuario, siendo esta su octava película consecutiva con los hermanos Coen. El compositor Carter Burwell, que previamente había trabajado con los Coen en once ocasiones, se encargó de la banda sonora original. Durante los inicios de la producción, Burwell y los Coen decidieron que la banda sonora debía incluir gran cantidad de instrumentos de percusión, debido a que los cineastas sentían que eso encajaría con el engreimiento de los personajes. Para crear la banda sonora, hablaron sobre el thriller político Siete días de mayo, el cual incluía música con percusión. Joel Coen dijo que querían que la música fuese «algo grande y rimbombante, algo que sonase importante pero absolutamente sin sentido». Burwell indicó que una partitura de percusión ayudaría a «evitar cualquier comentario emocional» y «daría un aire de sobriedad, gravedad y grandilocuencia a la tontería general». La banda de sonido de Burn After Reading consistió en gran parte en percusión japonesa taiko.
Burn After Reading es el primer guion original de Joel e Ethan Coen desde The Man Who Wasn't There de 2001. Ethan Coen comparó Burn After Reading con la novela política de Allen Drury, Advise and Consent, y la llamó «nuestra versión del estilo de películas de Tony Scott/Jason Bourne, sin las explosiones». Joel Coen dijo que tuvieron la intención de hacer una película de espionaje porque «no habíamos hecho una antes», pero que sintió que el resultado final fue más una película basada en personajes que una historia de espionaje. Joel también dijo que Burn After Reading no intentó hacer un comentario o ser una sátira de Washington D. C.
Partes del guion fueron escritas mientras los Coen estaban escribiendo su adaptación de No Country for Old Men. Los Coen crearon los personajes teniendo en mente a los actores George Clooney, Brad Pitt, Frances McDormand, John Malkovich y Richard Jenkins, y el guion se originó por el deseo de incluirlos en una «historia divertida». Ethan Coen dijo que el personaje de Pitt estuvo parcialmente inspirado por un comercial de colorante para cabello que el actor filmó. Tilda Swinton, quien se integró al reparto más tarde, fue la única actriz principal cuyo personaje no fue escrito específicamente para ella. Los Coen lucharon para llevar a cabo un calendario de rodaje normal que se acomodara a un reparto de primera línea.
En octubre de 2006 Production Weekly, una revista sobre entretenimiento, anunció erróneamente que Burn After Reading era una adaptación libre de Burn Before Reading: Presidents, CIA Directors, and Secret Intelligence, las memorias del exdirector de la Agencia Central de Inteligencia (CIA), Stansfield Turner. Aunque ambas tramas incluyen a la CIA y sus títulos derivan del término top secret de clasificación, el guion de los Coen no tiene ninguna relación con el libro de Turner; sin embargo, el rumor no fue aclarado hasta un año después en un artículo de Los Angeles Times.

### Filmación
El rodaje principal tuvo lugar en los alrededores de Brooklyn Heights, debido a que los Coen querían quedarse en la ciudad de Nueva York para estar con sus familias. Otras escenas fueron filmadas en Paramus (New Jersey), el Condado de Westchester (Nueva York) y Washington D. C., particularmente en el barrio de Georgetown. La filmación empezó el 27 de agosto de 2007 y finalizó el 30 de octubre de 2007. John Malkovich, en su primera película de los hermanos Coen, comentó acerca de la filmación: «Los Coen son muy encantadores: inteligentes, graciosos, muy específicos acerca de lo que quieren pero no muy controladores, como alguna gente puede ser».

## Estreno y gira de prensa
La película abrió el Festival Internacional de Cine de Venecia en agosto de 2008.
Los hermanos Coen dijeron que la idiotez fue la temática central de Burn After Reading; Joel Coen dijo que su hermano tiene «un largo historial escribiendo guiones para personajes idiotas» y describió a los personajes de Clooney y Pitt como un «duelo de idiotas». Burn After Reading era la tercera película de los Coen donde actuaba Clooney (O Brother, Where Art Thou? e Intolerable Cruelty), quien reconoció que a menudo interpreta a un tonto en sus películas: «He hecho tres películas con ellos y las llaman mi trilogía de idiotas». Joel declaró: «George dijo: 'Bien, ¡he interpretado mi último idiota!'. Así que supongo que no volverá a trabajar con nosotros».
Pitt, quien interpreta a un personaje particularmente poco inteligente, dijo sobre su papel: «Después de leer el personaje, el cual me dijeron que fue escrito para mí, no estaba seguro si debía sentirme halagado o insultado». Pitt además comentó que cuando le mostraron el guion, le dijo a los Coen que no sabía cómo interpretar el rol porque el personaje era muy idiota: «Hubo una pausa, y entonces Joel dijo... 'Estarás bien'».
Durante el preestreno de la película, Entertainment Weekly escribió que, entre el reparto, Malkovich «acumula fácilmente la mayoría de las risas» como el malhablado y cascarrabias exagente de la CIA. La primera escena que Malkovich realizó fue la llamada en donde le grita varias groserías a Pitt y McDormand. Pero Malkovich no pudo estar en el estudio de sonido para la llamada porque estaba ensayando una obra, así que llamó desde su apartamento en París. Sobre la escena, Malkovich dijo: «Era muy tarde por la noche y yo estaba gritando con toda la fuerza. Quién sabe lo que pensaron los vecinos». Swinton interpreta a la esposa de Malkovich que tiene una aventura con Clooney, aunque ambos personajes no se llevan bien. Los personajes de Clooney y Swinton además tienen un pobre relacionamiento en su anterior película juntos, Michael Clayton, por lo que Clooney le dijo a Swinton después de filmar una escena: «Bueno, quizás un día conseguiremos hacer una película donde nos digamos cosas buenas». Sobre la dinámica Swinton comentó: «Estoy muy feliz de gritarle en pantalla. Es muy divertido».
Swinton describió Burn After Reading como «una especie de películas de robos de monstruos», y dijo sobre los personajes: «Todos somos monstruos, es decir, verdaderos monstruos. Es ridículo». También dijo: «Creo que hay algo aleatorio en el corazón de ésta. Por un lado, es realmente sombría y miedosa. Por otro lado, es realmente graciosa... Es su elemento casual. Sientes que en cualquier momento de cualquier día en cualquier ciudad, esto puede pasar». Malkovich dijo sobre los personajes: «En esta película nadie es muy bueno. O son un poco emocionales o defectuosos mentalmente. Estrafalarios, autoengrandecidos, intrigantes». Pitt dijo que el reparto improvisó muy poco porque el guion estaba escrito muy ajustadamente y tejía muchas tramas que se superponían. El veterano actor Richard Jenkins, dijo que los hermanos Coen le preguntaron si podía perder peso para su papel como el encargado del gimnasio, a lo que Jankins respondió bromeando: «Soy un hombre de sesenta años, no Brad Pitt. Mi cuerpo no va a cambiar».
Joel Coen dijo que la máquina sexual construida por el personaje de Clooney estuvo inspirada en una máquina que una vez vio construida por un key grip (jefe de maquinistas) y en otra máquina que vio en el Museo del Sexo de Nueva York.

## Recepción

### Taquilla
En su fin de semana de estreno, la película recaudó 19 128 001 dólares en 2651 cines en Estados Unidos y Canadá, alcanzando el número uno en la taquilla. Hacia julio de 2009, había recaudado 60 355 347 dólares en Estados Unidos y Canadá y 103 364 722 dólares en el resto del mundo, sumando un total de 163 720 069 dólares.

### Crítica
Las reseñas fueron en su mayoría positivas. Consiguió un 78 % de críticas positivas en Rotten Tomatoes, basado en 248 reseñas, con un puntaje promedio de 6.90/10. El consenso crítico del sitio web afirma: «Con Burn After Reading, los hermanos Coen han creado otra comedia/thriller inteligente con una trama extravagante y personajes memorables». También tiene una calificación promedio ponderada de 63/100 en Metacritic, basada en 37 reseñas, lo que indica «críticas generalmente favorables».
The Times le dio un puntaje de cuatro sobre cinco y la comparó con otras dos películas de los Coen, Raising Arizona y Fargo, por su «salvaje gusto cómico por la violencia creativa y sutil ojo burlón para los detalles». La reseña indicó que la atención al detalle fue tan impecable que «los Coen pueden lograr una risa con algo tan simple como una fotografía de Vladímir Putin bien ubicada» y elogió la banda sonora de Carter Burwell, la cual describió como «la música de película más paranoide desde el neurótico soundtrack de Quincy Jones para Supergolpe en Manhattan». Andrew Pulver, crítico de cine de The Guardian, llamó a la cinta «un enrollo severo, hábil trama cómica de espías que no podría hacer mayor contraste con la última película de los Coen, la sangrienta e inquietante No Country for Old Men». Pulver, quien también le dio a Burn After Reading un puntaje de cuatro sobre cinco, dijo que «además podría meterse entre las citas más felices de los Coen con las exigencias de las estrellas de cine de Hollywood» y afirmó que Brad Pitt tuvo algunas de las partes más graciosas del filme. Kirk Honeycutt de The Hollywood Reporter elogió a los actores por reírse de sus propias imágenes y comentó que los hermanos Coen «han reunido a algunos de los actores más caros del cine y los han metido en un thriller haciendo personajes al estilo Looney Tunes». Honeycutt también dijo que «toma un tiempo adaptarse a los ritmos y humor subversivo de Burn porque es en realidad un thriller anti-espía en donde nada está en riesgo, nadie actúa con inteligencia y todo termina mal».
David Denby de The New Yorker dijo que la película tenía varias escenas divertidas, pero que «están sofocadas por una trama de farsa tan sombría y sin gracia que congela tus respuestas después de unos cuarenta y cinco minutos». Denby criticó el patrón de violencia de la película en la que inocentes mueren rápidamente y los culpables quedan impunes. «Estas personas no significan mucho para [los hermanos Coen]; no es una sorpresa que tampoco signifiquen mucho para nosotros... Incluso la comedia negra requiere que los cineastas amen a alguien, y la crueldad en Burn After Reading se presenta como un caso de misantropía terminal», opinó el crítico. Leah Rozen de People dijo que «la implacable tontería y el comportamiento tonto de los personajes es al principio divertido y agradable, pero después se vuelve agotador». Pero Rozen dijo que las actuaciones son un factor redentor, especialmente la de Pitt, a quien destacó diciendo que «se las arregla para ser deliciosamente amplio y matizado de forma inteligente al mismo tiempo».

### Galardones
El National Board of Review incluyó a Burn After Reading entre sus diez mejores películas de 2008. Noel Murray de The A.V. Club la nombró segunda mejor película de 2008, la revista Empire la nombró tercera mejor película de 2008 y Owen Gleiberman de Entertainment Weekly la nombró séptima mejor película de 2008.
| Premio                                              | Fecha de entrega        | Categoría                                                              | Reciptores                         | Resultado    | Ref.          |
| --------------------------------------------------- | ----------------------- | ---------------------------------------------------------------------- | ---------------------------------- | ------------ | ------------- |
| AARP Movies for Grownups Awards                     | 27 de enero de 2009     | Mejor actriz                                                           | Frances McDormand                  | Candidata    | [ 35 ]        |
| AARP Movies for Grownups Awards                     | 27 de enero de 2009     | Mejor actor de reparto                                                 | John Malkovich                     | Candidato    | [ 35 ]        |
| AARP Movies for Grownups Awards                     | 27 de enero de 2009     | Mejor guion                                                            | Joel Coen e Ethan Coen             | Candidatos   | [ 35 ]        |
| Art Directors Guild Awards                          | 14 de febrero de 2009   | Excelencia en diseño de producción para una película contemporánea     | Jess Gonchor                       | Candidato    | [ 36 ]        |
| Premios Artios                                      | 2 de noviembre de 2009  | Logro destacado en casting: largometraje de gran presupuesto (comedia) | Ellen Chenoweth                    | Candidata    | [ 37 ]        |
| Premios BAFTA                                       | 8 de febrero de 2009    | Mejor guion original                                                   | Joel Coen e Ethan Coen             | Candidatos   | [ 7 ]         |
| Premios BAFTA                                       | 8 de febrero de 2009    | Mejor actor de reparto                                                 | Brad Pitt                          | Candidato    | [ 7 ]         |
| Premios BAFTA                                       | 8 de febrero de 2009    | Mejor actriz de reparto                                                | Tilda Swinton                      | Candidata    | [ 7 ]         |
| Premios de la Crítica Cinematográfica               | 8 de enero de 2009      | Mejor comedia                                                          | Mejor comedia                      | Candidata    | [ 38 ]        |
| Detroit Film Critics Society                        | 2008                    | Mejor reparto                                                          | Mejor reparto                      | Candidata    | [ 39 ]        |
| Premio Edgar                                        | 30 de abril de 2009     | Mejor guion cinematográfico                                            | Joel Coen e Ethan Coen             | Candidatos   | [ 40 ] [ 41 ] |
| Premios Empire                                      | 29 de marzo de 2009     | Mejor comedia                                                          | Mejor comedia                      | Candidata    | [ 42 ]        |
| Premios Globo de Oro                                | 11 de enero de 2009     | Mejor película - Comedia o musical                                     | Mejor película - Comedia o musical | Candidata    | [ 6 ]         |
| Premios Globo de Oro                                | 11 de enero de 2009     | Mejor actriz - Comedia o musical                                       | Frances McDormand                  | Candidata    | [ 6 ]         |
| Houston Film Critics Society                        | 17 de diciembre de 2008 | Mejor actor de reparto                                                 | Brad Pitt                          | Candidato    | [ 43 ] [ 44 ] |
| IndieWire Critics Poll                              | 24 de diciembre de 2008 | Mejor guion                                                            | Joel Coen e Ethan Coen             | Tercer lugar | [ 45 ]        |
| International Film Music Critics Association Awards | 18 de febrero de 2009   | Mejor banda sonora original para una película de comedia               | Carter Burwell                     | Ganador      | [ 46 ] [ 47 ] |
| National Board of Review Awards                     | 14 de enero de 2009     | 10 Películas más Destacadas                                            | 10 Películas más Destacadas        | Ganador      | [ 48 ]        |
| Asociación Rusa de Críticos de Cine                 | 25 de diciembre de 2008 | Mejor película extranjera                                              | Mejor película extranjera          | Candidata    | [ 49 ]        |
| Russian National Movie Awards                       | 2009                    | Mejor película independiente                                           | Mejor película independiente       | Candidata    | [ 50 ]        |
| Asociación de Críticos de Cine de San Luis          | Diciembre de 2008       | Mejor comedia                                                          | Mejor comedia                      | Ganadora     | [ 51 ]        |
| World Soundtrack Awards                             | 17 de octubre de 2009   | Mejor partitura original del año                                       | Carter Burwell                     | Candidato    | [ 52 ] [ 53 ] |
| World Soundtrack Awards                             | 17 de octubre de 2009   | Compositor de cine del año                                             | Carter Burwell                     | Candidato    | [ 52 ] [ 53 ] |
| Premios WGA                                         | 7 de febrero de 2009    | Mejor guion original                                                   | Joel Coen e Ethan Coen             | Candidatos   | [ 54 ]        |

## Versión casera
Burn After Reading se editó en DVD y disco Blu-ray de la Región 1 el 21 de diciembre de 2008. La versión de la Región 2 se lanzó el 9 de febrero de 2009. El material adicional del Blu-ray incluye imágenes detrás de escena y entrevistas con elenco y equipo.